# Ти тільки не плач
«Ти тільки не плач» — радянський дитячий художній фільм 1979 року, знятий режисером Олексієм Морозом на Кіностудії ім. О. Довженка.

## Сюжет
Другокласниця Оля, обравши собі у вожаті важкого підлітка Генку Огонькова, вирішила його перевиховати. Це в неї непогано вийшло — сирота Генка виявився хорошим і добрим хлопчиськом.

## У ролях
- Олена Середа — Оля Яковлєва
- Володимир Чубарєв — Генка Огоньков
- Павло Кадочников — Борис Платонович
- Валерія Чайковська — Анастасія Іванівна, мати Олі, лікар
- Юлія Ткаченко — Льоля Познанська
- Володимир Волков — Сергій Потапов, лейтенант
- Костянтин Степанков — тренер
- Олександр Мовчан — Юлій В'ячеславович, директор школи
- Микола Мерзлікін — В'ячеслав Петрович, льотчик
- Людмила Ігнатенко — старша піонервожата
- Галя Ткаченко — Світлана
- Андрій Павлюс — Ігор
- Владик Петраш — Боря
- В'ячеслав Сланко — вчитель фізкультури
- Галина Довгозвяга — Людмила Петрівна, вчителька
- М. Григорян — епізод
- В. Дєєв — продавець
- Валентина Івашова — епізод
- Віктор Мірошниченко — міліціонер
- Сергій Омельчук — епізод
- Раїса Пироженко — листоноша
- Юрій Самсонов — вчитель
- Анатолій Соколовський — капітан далекого плавання
- Віктор Черняков — епізод
- Сергій Шеметіло — епізод
- Андрій Волобуєв — епізод
- Наталя Волошина — епізод
- Катя Копилова — епізод
- Аня Купцова — епізод
- Юра Смирнов — епізод
- Таня Тимченко — епізод
- Світа Фоміна — епізод
- Жанна Хреннікова — епізод
- Вадим Шумейко — епізод

## Знімальна група
- Режисер — Олексій Мороз
- Сценаристи — Сергій Іванов, Михайло Герман
- Оператор — Віталій Зимовець
- Композитор — В'ячеслав Лиховід
- Художник — Лариса Жилко